# Vavamuffin
Vavamuffin — польская группа из Варшавы, основанная в 2003 году. Музыка коллектива представляет собой сочетание рагга, регги и дэнсхолла.

## История
Датой образования группы «Vavamuffin» можно считать февраль 2003 года, когда в Варшаве состоялись записи их первых песен при поддержке компании «Karrot Kommando». В апреле 2005 года был выпущен дебютный альбом, который получил название «Vabang!». Выпуск этого альбома стал событием, повлиявшим на рост интереса к стилю регги в Польше. В частности, по опросу польского журнала «Free Colours» альбом стал победителем номинаций «Лучший CD-диск» и «Лучший дебютный альбом». Также, согласно данным опроса, четыре песни («Bless», «Jah jest prezydentem», «Sekta» и «Chwilunia») оказались в семёрке категории «Лучшая польская песня», а клип на «Bless» был признан вторым в номинации «Лучший музыкальный клип». С этого момента «Vavamuffin» начали давать концерты в Польше и соседних странах. Группа выступала на различных фестивалях, в том числе на польском «TOPtrendy» и хорватском «Seasplash». В июле 2006 года коллектив принял участие в «Польском Вудстоке».
Появление второго альбома «Vavamuffin» под названием «Dubang!» состоялось 20 октября 2006 года, хотя ранее датой официального релиза называлось 9 ноября. Помимо новых треков в него были включены ремиксы песен из прошлого альбома «Vabang!». 23 октября 2007 года вышел третий по счёту альбом группы — «Inadibusu». Премьера прошла во время концерта в клубе «Palladium». Кроме самих участников группы, в записи участвовали приглашённые музыканты: Дадди Фредди, Hornsman Coyote, Пётр Маслянка и другие. Впоследствии одна из песен альбома («Hooligan Rootz») занимала верхние строчки хит-парада польских радиостанций «Radio Bis» и «Radio Kampus». На «Hooligan Rootz» был снят видеоклип.
4 апреля 2008 года в клубе «Stodole» прошёл концерт «Vavamuffin» по случаю пятилетия группы. В честь этой юбилейной даты был выпущен сингл «Radio Vavamuffin», и диски с ним бесплатно раздавались прямо на празднике.
В 2010 году вышел четвёртый альбом группы — «Mo' Better Rootz». Презентация прошла 13 августа на фестивале в Оструде. В записи песен альбома принимали участие приглашённые исполнители: ансамбль Zion Train, саксофонист Томаш Глазик и рэпер Vienio. На две песни из альбома («Barbakan» и «Koronowane Głowy») позднее появились видеоклипы.
В марте 2012 года «Vavamuffin» провели выступление в Минске в рамках фестиваля музыки регги «GreenShip».

## Состав
- Pablopavo — вокал;
- Reggaenerator — вокал;
- Gorg — вокал;
- Emili Jones — бас (с июня 2005 года);
- Jahcob Junior — перкуссия;
- Raffi Kazan — гитара;
- Mothashipp — синтезатор;
- Dubbist — семплер;
- Barton — дабмастер.

## Дискография

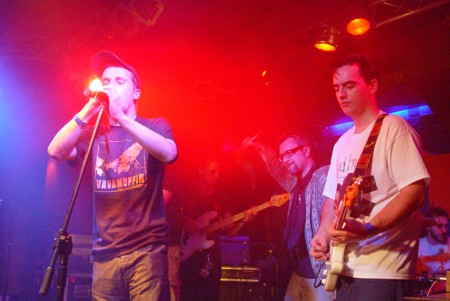
Концерт «Vavamuffin» в 2004 году (слева — Pablopavo).

### Альбомы
- 2005 — «Vabang!»
- 2006 — «Dubang!»
- 2007 — «Inadibusu»
- 2010 — «Mo' Better Rootz»

### Синглы
- «Bless»
- «Paramonov»
- «Vava to»
- «Smoking»
- «Chwilunia»
- «Jah jest prezydentem»
- «Babilon do bandit»
- 2006 — «Sekta»
- 2007 — «Hooligan Rootz»
- 2007 — «Oriento»
- 2007 — «Poland Story»
- 2008 — «Radio Vavamuffin»

### Клипы
- «Bless»
- «Vava to»
- «Hooligan Rootz»
- «Barbakan»
- «Koronowane Głowy»

### Другие проекты
- 2006 — участие в записи альбома «Far Away From Jamaica» (2006, лейбл «W Moich Oczach»).

## Интересные факты
- «Vavamuffin» являются участниками кампании «Nigdy Więcej» против расизма в музыке[7].